# Leptothorax archangelskiji
Leptothorax archangelskiji är en myrart som beskrevs av Kuznetsov-ugamsky 1926. Leptothorax archangelskiji ingår i släktet smalmyror, och familjen myror. Inga underarter finns listade i Catalogue of Life.